# جوزيف نيومان
جوزيف نيومان (بالإنجليزية: Joseph Newman)‏ هو سياسي نيوزلندي، ولد في 1815، وتوفي في 4 يناير 1892. انتخب عضو مجلس النواب النيوزيلندي.